# Selenicereus minutiflorus
Selenicereus minutiflorus ist eine Pflanzenart in der Gattung Selenicereus aus der Familie der Kakteengewächse (Cactaceae).

## Beschreibung
Selenicereus minutiflorus wächst ausgestreckt kletternd oder strauchig hängend, mit drei- bis vierkantigen dunkelgrünen Trieben mit Durchmessern von 1,5 bis 3,5 Zentimetern. Ihre Rippenkanten sind gleichmäßig gelappt und nicht verhornt. Die 3 bis 6 Dornen sind haarartig, gelb bis schwarz und werden 2 bis 10 Millimeter lang.
Die duftenden, cremefarbenen Blüten erscheinen an älteren Trieben. Sie sind kurz trichterförmig, ohne deutliche Blütenröhre und ohne eine deutlich abgesetztes Perikarpell. Die Blüten sind 3 bis 3,5 Zentimeter lang und erreichen Durchmesser von 8 bis 9 Zentimeter. Die kugelförmigen, magentafarbenen Früchte sind bis 4,5 Zentimeter lang.

## Verbreitung, Systematik und Gefährdung
Selenicereus minutiflorus ist im Süden Mexikos, in Guatemala, im Süden von Belize und in Honduras in Höhenlagen bis 830 Metern verbreitet. 
Die Erstbeschreibung als Hylocereus minutiflorus wurde 1913 von Nathaniel Lord Britton und Joseph Nelson Rose veröffentlicht. David Richard Hunt stellte die Art 2017 in die Gattung Selenicereus. Weitere nomenklatorische Synonyme sind Cereus minutiflorus (Britton & Rose) Vaupel (1913) und Wilmattea minutiflora (Britton & Rose) Britton & Rose (1920).
In der Roten Liste gefährdeter Arten der IUCN wird die Art als „Vulnerable (VU)“, d. h. als gefährdet geführt.

## Nachweise